# Sanzanello
Sanzanello è un villaggio, oggi abbandonato, sito al km 4 della ex strada statale 168 di Venosa. In prossimità di una deviazione su strada sterrata appare una chiesetta che con il suo svettante campanile a punta rappresenta un richiamo simbolico per gli abitanti delle masserie sparse nei dintorni della zona. Al km 4,200 è presente un'ulteriore deviazione che percorre il fondo dell’incisione naturale del terreno fino a sfociare in una gola sinuosa, fiancheggiata da masserie, impianti rupestri, allevamenti e stalle. Sul fronte opposto del piccolo canyon, al km 5,200 si possono notare i vigneti dell’omonima azienda vitivinicola, che produce l'Aglianico del Vulture.

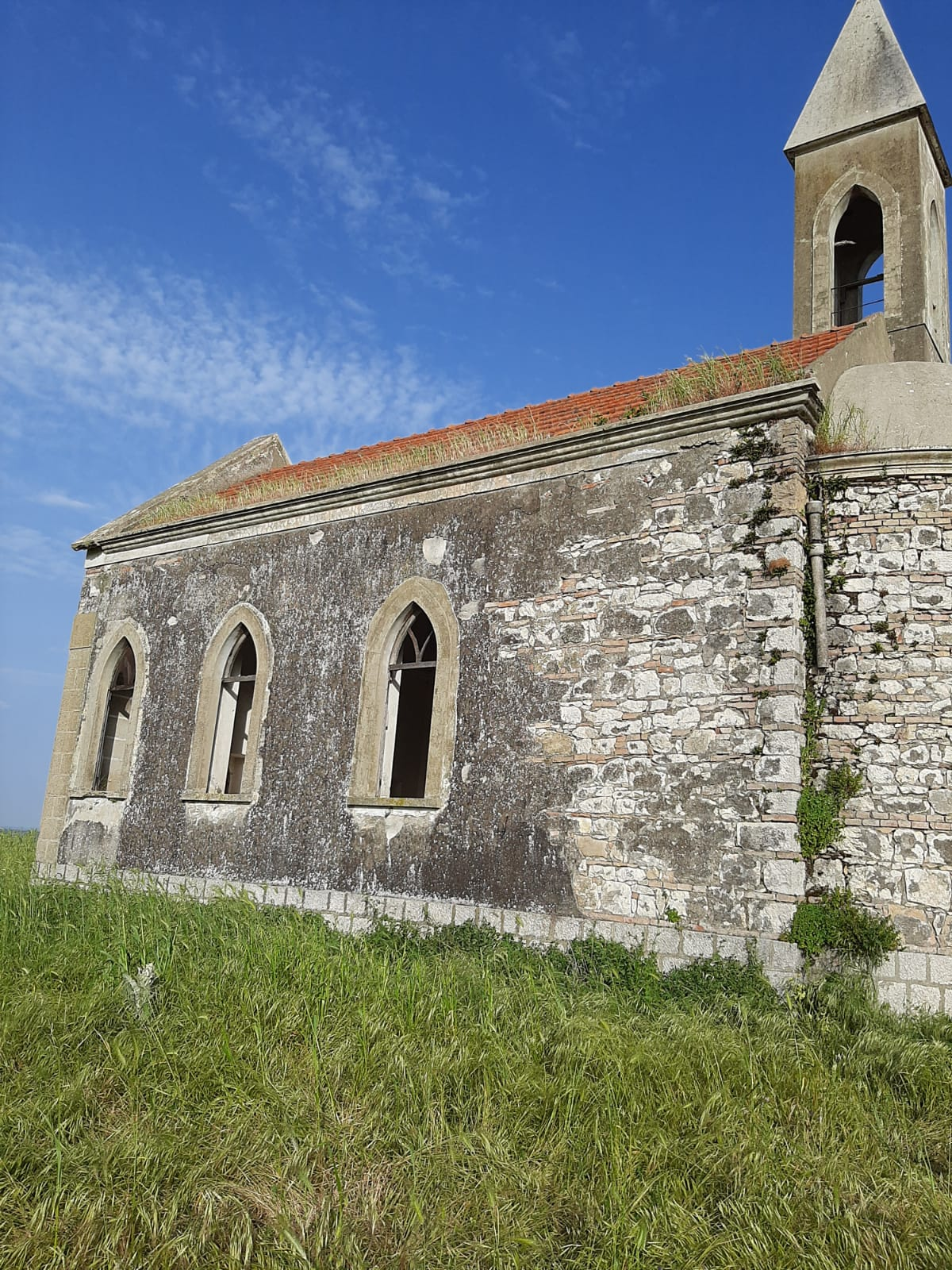
Campanile della chiesa rupestre di Sanzanello

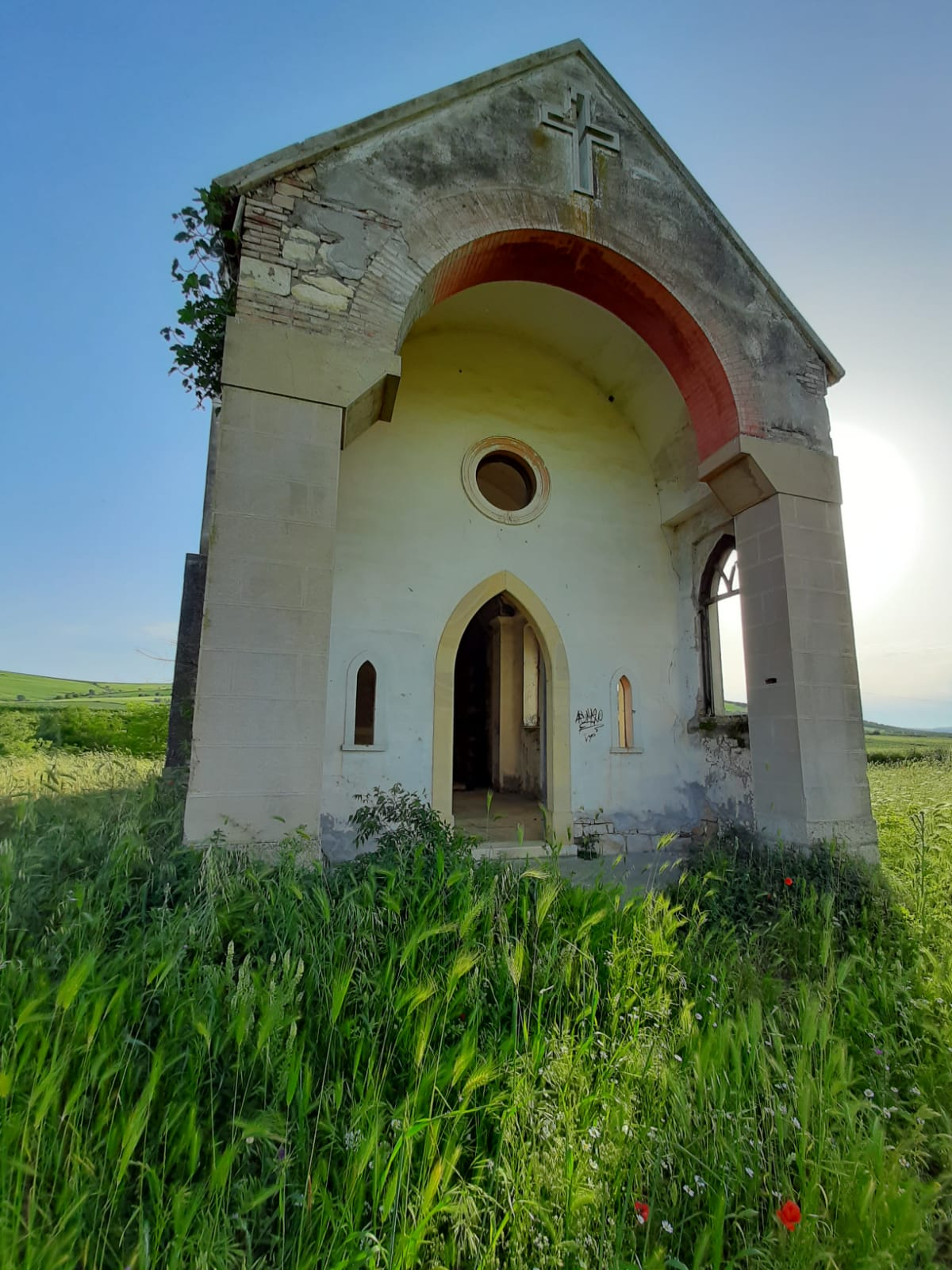
Chiesa rupestre

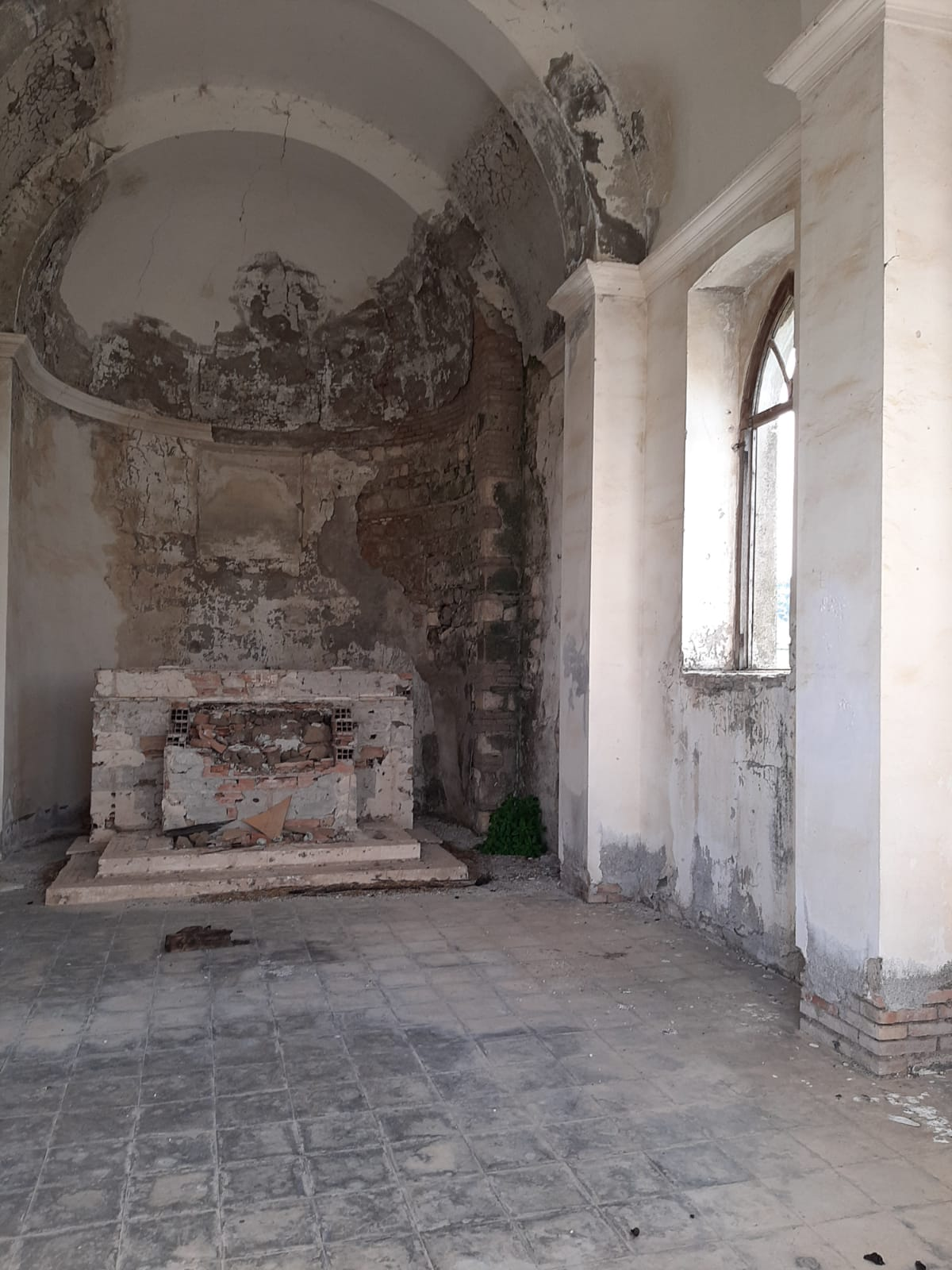
Sanzanello

## Il sito rupestre di Sanzanello
Nell'area del Vulture-Melfese, nella località detta Sanzanello, sono state ritrovate testimonianze semirupestri risalenti al Paleolitico. Risalgono invece al periodo pre-romano una fitta rete di tratturi, come quello Regio Melfi-Castellaneta che lambiva il territorio di Venosa, colonia e città romana, fondata nel 291 a.C. Nel tratto diretto a Venosa passava l’Appia antica.

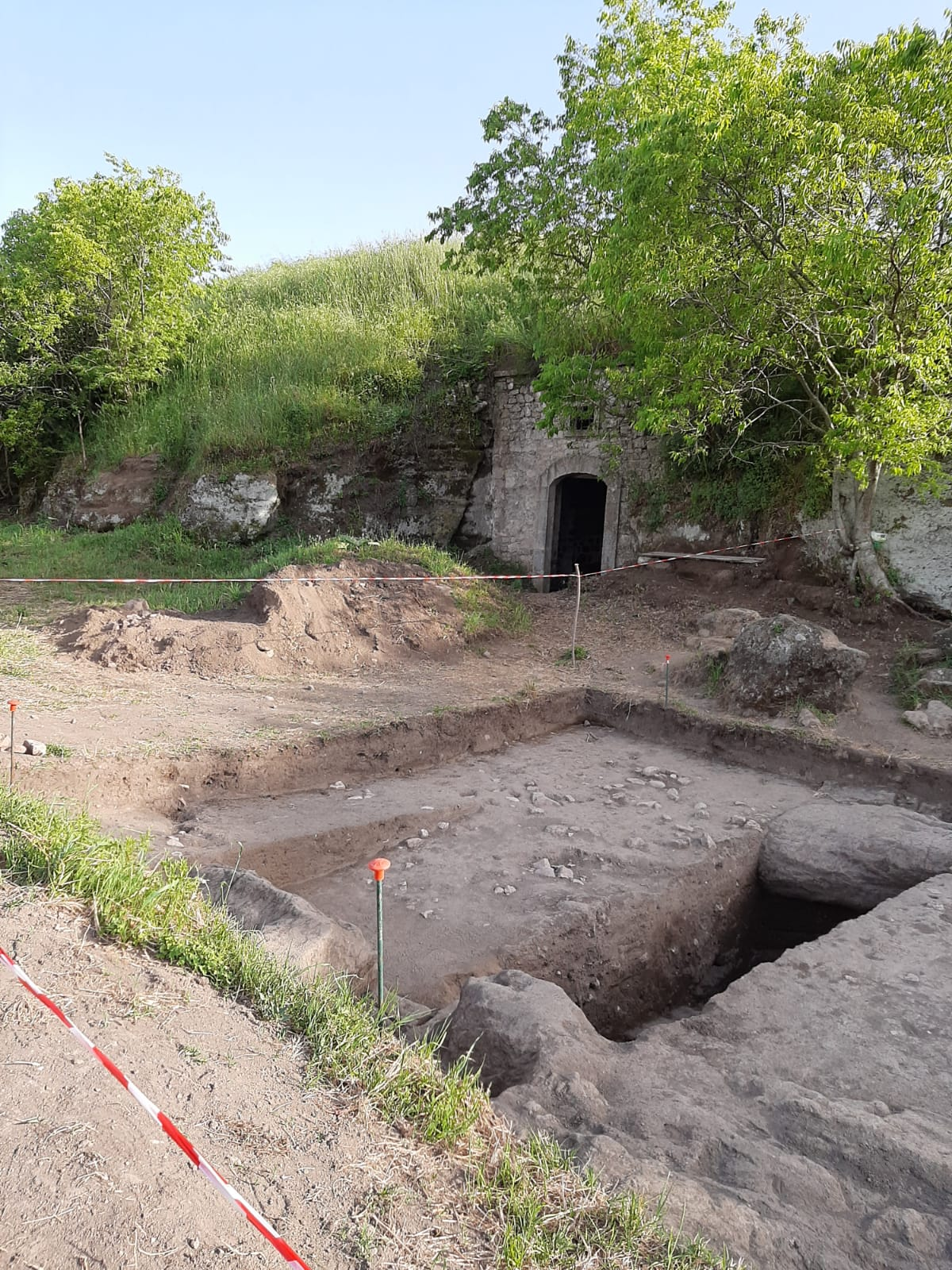
Resti di ville di epoca romana

Sono stati rinvenuti all’interno della masseria resti di ville di epoca romana: tegole, coppi, mattoni di colonna, mattoni di suspensurae, tessere musive, lacerti di pavimento in cocciopesto, tratti di muro realizzato in pietre, ciottoli e frammenti laterizi uniti da malta friabile. Sulle reliquie romane si è sviluppato in età medievale un villaggio rurale che è sopravvissuto ai secoli e si è arricchito di fattorie, formando così una delle locazioni del sistema territoriale organizzato della transumanza.
La "Locazione di Sanzanello" entra, nel settembre del 1297, per volere di papa Bonifacio VIII, insieme all’Abbazia della Trinità di Venosa, nel patrimonio (Baliaggio) dell’Ordine militare dei Cavalieri di San Giovanni di Gerusalemme con architetture come una piccola chiesa.
Il nome di Sanzanello compare per la prima volta nelle carte della Dogana di Foggia. Agli inizi del 700, in occasione della disputa tra la stessa Dogana e il Baliaggio della Santissima Trinità che possedeva gran parte del territorio, fu denominata “Jaccio della Cicogna”. Su questo altopiano, circondato da una rigogliosa vegetazione, ci sono vigneti e uliveti.
Dal punto di vista morfologico le pareti della gola di Sanzanello sono traforate da grotte e ricoveri rupestri utilizzati, durante il periodo romano, come mitrei, sepolcreti per i primi cristiani e catacombe ebraiche, mentre intorno all'anno mille le grotte divennero luoghi di rifugio e preghiere per gli eremiti, basiliani e monaci micaelici. Nei secoli successivi le grotte furono adibite a granai, cantine, masserie e trappeti di proprietà degli ordini religiosi, dei nobili e dei latifondisti locali. Oltre ai pascoli, le grotte di Sanzanello venivano utilizzate in epoca medievale fino al XX secolo come ricoveri per i pastori, porcarecce per uso dei neri, masserie o jacci. In epoche successive vennero utilizzate come caseifici, forni, trappeti e fovee per la conservazione di derrate alimentari (grano, olive, paglia, ecc).
Questi ipogei sono collegati alle masserie dei dintorni e agli allevamenti di bovini, ovini e suini presenti nella zona. L’accesso alle grotte è murato da facciate in pietra chiara e la sommità delle stesse è dominata dagli alti camini che avevano lo scopo di disperdere i fumi della lavorazione del latte e della caseificazione.